# Ancherythroculter lini
 Ancherythroculter lini és una espècie de peix cipriniforme de la família dels ciprínids que es troba a la Xina.